# Ball Peak
Ball Peak är en bergstopp i Antarktis. Den ligger i Östantarktis. Nya Zeeland gör anspråk på området. Toppen på Ball Peak är 1 503 meter över havet.
Terrängen runt Ball Peak är kuperad åt nordväst, men åt sydost är den bergig. Trakten är obefolkad. Det finns inga samhällen i närheten.